# Українська мова на Закарпатті

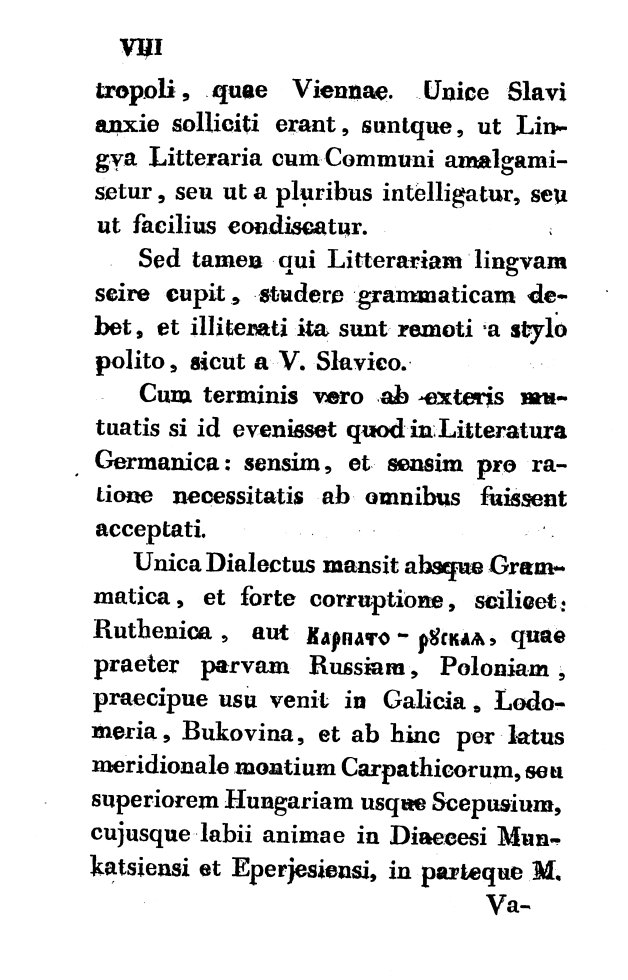
«Grammatica slavo-ruthena: seu vetero-slavicae, et actu in montibus Carpathicis parvo-Russicae, ceu dialecti vigentis lingvae» («Граматика слов'яно-руська: або старослов'янська і теперішня, поширена у карпатських горах, малоросійська мова, що є живим її діалектом») М. Лучкая, 1830 р. На стор. VIII визначаються межі поширення «руської або карпато-руської мови» («ruthenica, aut карпато-рускаѧ») — «крім Малоросії, Польщі, ще в Галичині, на Волині, на Буковині, і звідси через південний бік карпатських гір, або верхню Угорщину, по Спиш, нею говорить кожен у мукачівському та пряшівському єпископстві, у частині єпархії Орадя-Маре до пів мільйона осіб».

Національності Австро-Угорщини у 1911 р., «Historical Atlas» В. Шеферда — зона проживання «русинів» (Ruthenians) позначена однаковим жовтим кольором у Східній Галичині, Закарпатті, Пряшівщині, Північній Лемківщині та Північній Буковині.

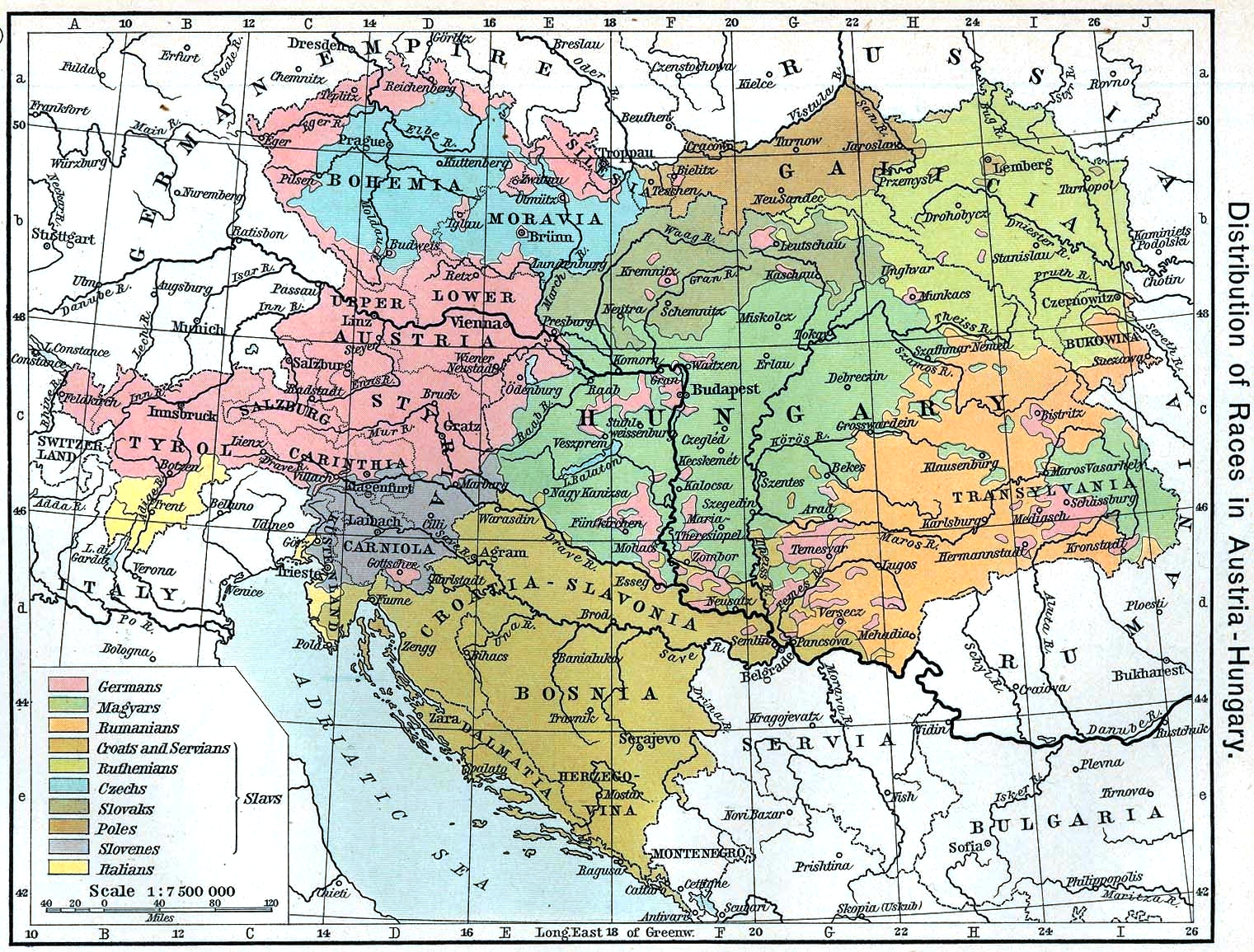
Пропозиція поділу Австро-Угорщини на автономні регіони за національним принципом, 1906 р. Всі землі з українсько-русинським населенням — Східна Галичина, Закарпаття, Пряшівщина, Північна Лемківщина та Північна Буковина — мали увійти до одного національного регіону «Ost-Galizien».

Див. також статті Українська мова, Підкарпаторусинська мова (Закарпаття), Українська мова на Пряшівщині, Русинська мова на Пряшівщині.
Українська мова в Закарпатті — літературна українська мова у Закарпатській області, що активно вживається в усіх сферах життя як українською більшістю населення, так і частково національними меншинами (наприклад, під час перепису 2001 р. третина тих мешканців Закарпаття, що ідентифікували себе як «русини» рідною мовою назвали українську).

## Належність чотирьох говорів Закарпаття до діалектів української мови
Належність різних говорів Закарпаття (гуцульського, бойківського, середньозакарпатського та лемківського) до південно-західного наріччя української мови є науково визнаним. Зокрема «Чеська академія наук і мистецтв» у своїй постанові № 62756/19 від 20 грудня 1919 р. зазначала: «Оскільки місцеве руське наріччя в Карпатській Русі, про котре говорить Генеральний статут, є незаперечно наріччям малоруським, треба писемною мовою тамтешнього населення визнати мову малоруську, тобто українську» (Закарпаття у міжвоєнний час входило до складу Чехо-Словаччини).
Чотири закарпатські говори досліджувалися численними науковцями-діалектологами та мовознавцями з багатьох країн (з України — І. Верхратський, А. Залеський, Р. Керста, І. Панькевич, С. Бевзенко, Ф. Жилко, І. Чередниченко, з Росії — М. Антошин, Г. Геровський, Г. Клепикова, Л. Петров, з Польщі — А. Вінценз, В. Курашкевич, Я. Рігер, З. Штібер, з Чехії — Й. Віра, Ян Гусек, О. Лешка, Я. Моравець, зі Словаччини — Ш. Ліптак, Л. Новак, С. Тобік, С. Цамбел, з Угорщини — Л. Балог-Беийрі, Л. Деже, з Румунії — З. Пенюк, Й. Патруц, Р. Удлер, з Болгарії — Д. Кринджала, В. Погорєлов, з Норвегії — О. Брох). На матеріалах з південнокарпатських говорів написано і захищено близько півсотні кандидатських і докторських дисертацій, укладено кілька діалектних та ономастичних словників (К. Галас, М. Грицак, Й. Дзендзелівський, М. Дуйчак, І. Панькевич, М. Сюсько, П. Чучка) та лінгвістичних атласів (З. Ганудель, Й. Дзендзелівський, П. Лизанець, Й. Пуйо, В. Латта, Я. Рігер, І. Сабадош, З. Штібер), опубліковано десятки монографій, сотні різних статей та спеціальних тематичних збірників. Ці дослідження показали, що ці говірки, і передусім їх верховинське пасмо, тобто гуцульські, бойківські і лемківські, є органічною частиною та прямим продовженням говірок карпатської діалектної групи говорів південно-східного наріччя української мови.
Кожна з закарпатських говірок має десятки локальних специфічних системних фонетичних та морфологічних рис, сотні лексичних особливостей. Практично кожне місцеве діалектне явище має своє продовження чи повторення в сусідніх або близьких українських говорах Галичини, Буковини та в інших говорах української мови. Більшість специфічних локальних рис є староруськими архаїзмами, які збереглися в Карпатах через відірваність від решти українських земель, або запозиченнями зі словацької, угорської, польської, румунської, німецької чи південнослов'янських мов.

## Визначення мови закарпатців як частини української мови
Самі закарпатці у XIX ст. визначали свою мову як частину руської / української мови. Наприклад, М. Лучкай у латиномовній «Grammatica slavo-ruthena: seu vetero-slavicae, et actu in montibus Carpathicis parvo-Russicae, ceu dialecti vigentis lingvae» («Граматика слов'яно-руська: або старослов'янська і теперішня, поширена у карпатських горах, малоросійська мова, що є живим її діалектом»), опублікованій у 1830 р., таким чином визначає межі поширення мови, якою говорять закарпатці (називаючи її паралельно «lingua ruthenica» та «lingua ruthena» — руська мова, «lingua parvo-russica» — малоросійська мова):
|  | «Unica Dialectus mansit absque Grammatica, et forte corruption, scilicet: Ruthenica, aut Карпато-рускаѧ, quae praeter parvam Russiam, Poloniam, preacipue usu venit in Galicia, Lodomeria, Bukovina, et ab hinc per latus meridionale montium Carpathicorum, seu superiorem Hungariam usque Scepusium, cujusque labii animae in Diaecesi Munkatsiensi et Eperjesiensi, in parteque M. Varadinensi ad medium millionem numerantur». «Без граматики, а може, і без сильного зіпсуття, залишилася єдина мова – руська або карпато-рускаѧ, яка вживається, крім Малоросії, Польщі, ще в Галичині, на Волині, на Буковині, і звідси через південний бік карпатських гір, або верхню Угорщину, по Спиш, нею говорить кожен у мукачівському та пряшівському єпископстві, та у частині єпархії Орадя-Маре до пів мільйона осіб». |

## Спроби визначення мови закарпатців як окремої від української мови
Політичну ідею про те, що лемківський, бойківський, середньозакарпатський та гуцульський говори південно-західного наріччя української мови (щодо бойківського та гуцульського говорів йшлося лише про зону їхнього поширення на Закарпатті, без Прикарпаття та Буковини) складають окрему від української мову, було висловлено лише на початку XX ст. До того говори Закарпаття та Пряшівщини («Угорської Русі») безсумнівно включалися до складу українських діалектів, споріднених насамперед з діалектами Східної Галичини та Буковини — у документах Австро-Угорщини закарпатці, прикарпатці та буковинці визначаються одним етнонімом (нім. Ruthenen — «русичі», «рутени», «русини»), їхня мова називається Ruthenische Sprache — «руська мова». До 1867 р. (створення дуалістичної Австро-Угорщини) закарпатці культурно і політично не відрізняли себе від русинів / українців Прикарпаття та Буковини: наприклад, у квітні 1849 р. А. Добрянський відстоював перед Головною Руською Радою у Львові програму об'єднання Галичини та Закарпаття в окремий автономний «коронний край» у складі Габсбурзької монархії.
Г. Стрипський пов'язував процес етномовної дивергенції в західноукраїнському регіоні з утвердженням угорців як державотворчої нації: «отъ тогды наша доля привязана цілкомъ до Мадярскоі културы и житя». Г. Стрипський вважав, що закарпатці залишалися спорідненими з українським населенням Прикарпаття та інших українських регіонів до початку XIX ст., у подальшому ж розвитку він стверджував, що «наша минувшина оторвалась зовсім от минувшини прочих Русиновъ» і «украінство у насъ теперь … такъ чужое, якъ московщина». На цій підставі Г. Стрипський заявляв про право на «третю руську письменность, котра держить ся середньоі дороги межи тыми двома: именно Угро-руську литературу».

## Визначення мови та національна самосвідомість закарпатців
Питання про те, якою мовою говорять закарпатці — діалектами української чи окремою мовою, пов'язане з їхньою національною самосвідомістю — це питання значною мірою є політичним. Протягом першої половини XX ст. закарпатці ідентифікували себе як русини, «рускіє» (росіяни), малоруси, карпаторуси, угроруси, «угрорускіє» (угро-росіяни), рутени, руснаки та українці.
До початку XX ст. мова закарпатців «русинською» не називалася — використовувалися лише такі назви, як «руська мова», «руснацька / русняцька мова» (у західній частині Закарпаття), рідше «угроруська», «карпаторуська» та «малоруська».
Угорською владою від 60-х р.р. XIX ст. проводилася політика суцільної мадяризації закарпатців — на початку XX ст. діалектами української мови говорило не більше 20 % інтелігенції краю. 80 % користувалися угорською або «язичієм» — «мішаниною української, церковнослов'янської та російської мов з додатком локалізмів і мадярських слів».

## Українська (малоруська) ідентичність на Закарпатті у XIX ст
Частина закарпатської інтелігенції ще у XIX ст. підкреслювала належність закарпатців до українців. Чопей Ласло, укладаючи перший «Русько-мадярський словарь», називає серед трьох піднаріч червоноруського наріччя української мови підкарпаторуське піднаріччя. Етнограф Юрій Жаткович публічно заявляв, що «по убіжденію держу себе сыном мало-руского народа», у праці «Етнографіческій очерк угро-русских» наголошував:
|  | «Мы туй под словом «русини» тіх обывателей розуміеме Угорщины, котори принадлежат ко мало-русскому народу, живущому во Галиціи, Буковині и Южной Росіи». |

## Руська не-українська ідентичність
Інша частина інтелігенції не сприймала українську ідентичність, яка ґрунтувалася на народній основі та розмовній українській мові.
|  | «Драгомановъ хочетъ отъ насъ, чтобъ мы писали языкомъ слугъ – но литература пишется везд для господиновъ» «Драгоманов хоче від нас, щоб ми писали мовою слуг – але література пишеться всюди для панства». Редактор газети «Карпат» М. Гомічков. |

Такі закарпатські «будителі», як-от О. Духнович, підкреслювали спільність закарпатців з галичанами та буковинцями (29 січня 1849 р. цісарю Австро-Угорщини було вручено лист з проханням про «Злуку руських коронних країв [Угорську Русь та Галичину і Лодомерію] в одну політичну та адміністраційну цілість», 20 квітня 1849 р. Головна Руська Рада вручила губернаторові Галичини Агенору Голуховському меморіал про об'єднання Галичини та Угорської Руси з метою довести його зміст до відома імператора, 10 жовтня 1849 р. Франц-Йосиф приймає делегацію закарпатських русинів у справі їхнього листа від 29 січня 1849 р., однак за результатами аудієнції стало зрозуміло, що «правительство не желае такого соединенія»). Закарпатські «будителі» заявляли, що «угорські русини бажають, щоби від Угорщини були відділені, та як політично, так і адміністраційно були прилучені до Галичини»), але не сприймали створення літературної мови на базі народної розмовної мови, орієнтуючися на церковнослов'янську (основною аудиторією «будителів» були освічені сільські священики, вчителі початкових шкіл та дрібні сільські урядники, які добре знали церковнослов'янську мову і вважали нижче своєї гідності читати тексти народною розмовною мовою):
|  | «Не понимаю, какимъ способомъ такъ наразъ измынитися могла чиста руская мова на Оукраинскую, та чей Галичина не на Оукраині, тай для чего должна Галичина стреміти до Оукраины?» «Не розумію, яким чином так відразу змінитися могла чиста руська мова на українську, та й Галичина знаходиться не в Україні, тож для чого повинна Галичина тяжіти до України?» О. Духнович |

Закарпатські москвофіли орієнтувалися на російську мову, але не знаючи її досконало, найчастіше використовували «язичіє». Деякі з москвофілів були агентами впливу Росії в Австро-Угорщині, отримуючи за це платню. Наприклад, у кореспонденції обер-прокурора Святійшого синода Костянтина Побєдоносцева, опублікованій у «Працях Державного румянцевського музею» (рос. «Трудах Государственного Румянцевского Музея») за 1923 р., вміщено документ, що засвідчує одержання досить значної суми одним з закарпатських «будителів», русофілом Адольфом Добрянським: «Розписка. Я, що підписався нижче, отримав від отця протоієрея Михаїла Ф. Раєвського п'ятнадцать тисяч гульденів. Відень, 7 (19) квітня 1883 року. Адольф Іванович Добрянський» (рос. «Росписка. Ниже подписавшийся получил от отца протоиерея Михаила Ф. Раевского пятнадцать тысяч гульденов. Вена, 7 (19) апреля 1883 года. Адольф Иванович Добрянский»).
Саме у цьому середовищі на початку XX ст. з'явилася ідея про окремішність закарпатців від «інших русинів». Цим політичним напрямком ігнорувалися зв'язки Закарпаття та інших українських регіонів, а писемну мову на базі церковнослов'янської мови, яка суттєво відрізнялася від чотирьох закарпатських говорів, було представлено як літературну мову Закарпаття, найчастіше під назвою «угрорускый / угрорусский языкъ».
Наприклад, Євменій Сабов у книжці «Хрестоматія церковно-слов'янських та угро-руських літературних пам'яток» (рос. «Христоматія церковно-славянскихъ и угро-русскихъ литературныхъ памятниковъ») не подавав численні закарпатські пам'ятки XVI—XVIII століття, написані мовою, близькою до народної української, натомість щедро представив твори на «угрорусскомъ литературному языке».

## Українська ідентичність у XX ст
Зародження власне української національної самосвідомості на Закарпатті припадає на перші роки XX ст., воно виражалося в протестах місцевого руського православного і греко-католицького духовенства проти політики мадяризації краю, ліквідації угорською владою всіх руських народних шкіл, руських свят, руського календаря, проти витіснення кирилиці угорською латиницею. У цей період місцева інтелігенція (А. Волошин, А. Штефан) виступала з науковою аргументацією того, що місцеві народні говори закарпатців є говорами малоруської, тобто української, мови. Також у цей період було засновано перші осередки «Просвіти».
Після розпаду Австро-Угорщини закарпатці намагалися увійти до складу української держави. Зокрема 21 січня 1919 р. на «Соборі Русинів» у Хусті, де зібралося 420 депутатів з усього Закарпаття, було проголошено злуку Угорської Русі з Українською Народньою Республікою. Наприкінці 1918 р. — січні 1919 р. «Народні ради» Хуста, Сваляви, Мароморош-Сигота (зараз Румунія), Старої Любовні (зараз Словаччина) ухвалюють рішення про приєднання до УНР. 29 квітня — 1 травня 1919 р. у Станіславові (Івано-Франківську) пройшов з'їзд 162 делегатів від 62 громад Закарпаття, на якому було підтверджено волю закарпатців з'єднатися з Україною в соборній державі.
|  | «Всенародний Конгрес Угорських Русинів з дня 21 січня 1919 р. ухвалює з'єдинити комітати: Мармарош, Угоча, Берег, Уг, Земплін, Шариш, Спіш і Абауй-Торна з Соборною Україною […]». Перший пункт рішення «Собору Русинів» у Хусті 21 січня 1919 р. |

Рішенням Центральної Руської Народної Ради в Ужгороді від 9 травня 1919 р. та за рішенням Сен-Жерменського мирного договору від 10 вересня 1919 р. Закарпаття приєдналося на правах автономії до складу Чехо-Словаччини.
У 20-30-х р.р. XX ст. мовну єдність Закарпаття з іншими регіонами України та право закарпатців користуватися рідною мовою відстоювали, зокрема, письменник та політичний діяч, майбутній президент Карпатської України А. Волошин. Українську ідентичність приймають закарпатські письменники та поети бойко Ґренджа-Донський, долиняни Ю. Боршош-Кум'ятський та Федір Потушняк, гуцули Марко Бараболя, Миколай Божук, лемки Севастіан Собол (Зореслав), І. Колос, І. Ірлявський, хустянин М. Рішко. Протягом тридцятих років переважна більшість місцевих письменників прийняли українську національну ідею за свою і почали писати українською літературною мовою.
Хоча належність закарпатських говорів до української мови було визнано у Чехо-Словаччині офіційно, влада не дозволяла використовувати прикметник «українська» стосовно мови закарпатців. Друковані видання виходили кількома мовами: «руською» (літературною українською з регіоналізмами), «угроруською» («язичієм»), літературною російською, чеською, угорською мовами та їдиш.
Наприкінці 20-х р.р. — 30-х р.р. XX ст. щораз частіше закарпатці ідентифікують себе як українці:
|  | «Проголошуємо всьому культурному світові, що ми, підкарпатські русини, є частиною великого українського народу і що наша мова та наша література була, є і буде та сама, що в наших братів з того боку Карпат». Учасники першого з’їзду молоді Закарпаття, 7 липня 1929 р. |

Зовнішніми рушійними силами цього процесу стали, з одного боку, процес українізації в УСРР, з іншого, — активність ОУН.
30 грудня 1938 р. було затверджено нову назву автономії — Карпатська Україна. В усіх школах запроваджувалося обов'язкове викладання української мови, відкрито низку українських гімназій, шкіл, розроблявся проект перенесення Українського вільного університету з Праги до Хусту.
12 лютого 1939 р. на виборах до Сойму Карпатської України за партійний блок «Українське національне об'єднання» («УНО») на чолі з Авґустином Волошиним проголосувало 93 % виборців Закарпаття. Незалежність Карпатської України було проголошено 15 березня 1939 р.

## Україномовна преса у міжвоєнному Закарпатті
З середини 20-х р.р. XX ст. особливу роль у формуванні національної свідомості починає відігравати педагогічна україномовна періодика: часопис «Підкарпатська Русь», орган «Педагогічного товариства Підкарпатської Русі» (головний редактор А. Волошин), часопис «Учительський голос» (відповідальний редактор Андрій Ворон), «Наша школа» (друковані органи народовецького педагогічного товариства «Учительська громада»), «Учитель» — перший педагогічний часопис Шкільного відділу (редактори І. Панькевич, С. Бочек, Й. Пешина, Ю. Ревай), «Наш рідний край» — часопис для молоді Підкарпатської Русі (редактор О. Маркуш, відповідальний видавець Е. Егрецький), «Пчілка» — ілюстрований місячник для молоді, родин і народу (редактор А. Волошин, адміністратор П. Кукуруза), «Віночок для підкарпатських діточок» — ілюстрована газета для молоді (редактори І. Панькевич, Я. Розвода, О. Маркуш).
Спочатку усі перелічені вище часописи користувалися етимологічним правописом, що, «мав стати тим штучним бар'єром, яким чеська адміністрація намагалася відгородити населення Закарпаття від українців Галичини, Буковини та України». Однак ще в 1931 р. на сторінках часопису «Учитель» була вміщена стаття К. Чеховича «Мова і правопис», у якій автор, висвітлюючи історію правописів «ярижки» і «драгоманівки», подає також окремі риси фонетичного правопису і доводить його наукові переваги: «Фонетичний правопис тримаєся практичноѣ засады: пиши, як правильно говориш. Се не значить, що кождый може писати так, як хоче. Навпаки, фонетичний правопис має бути выразом правильноѣ народноѣ литературноѣ мовы, такоѣ, яка обминає мѣсцевѣ діялектичнѣ властивости и є спільна всѣм освѣченым народовцям». Необхідність закріплення фонетичного правопису в Підкарпатті обумовлена історично: «Коли члены одноѣ націѣ уживають неоднаковых знаков на означеня однакових звуков своєѣ литературноѣ мовы, тодѣ затемнюєся мѣж ними почутя національноѣ єдности, а ровночасно утруднюєся взаємне передаваня думок и усѣх культурних вартостий звязаных з мовою». Уболіваючи за долю рідної мови, К. Чехович критикує ту частину закарпатської інтелігенції, яка вживає мішанину слів церковнослов'янських, російських та місцевих «замѣсць уживати чистоѣ народноѣ литературноѣ мовы».
Тільки з середини 30-х р. р. фактично запроваджується новий фонетичний правопис на Закарпатті, на який орієнтуються й педагогічні журнали «Учительський голос» (1933—1938 р.р.) та «Наша школа» (1936—1938 р.р.), що були друкованими органами товариства «Учительська громада». Часопис «Наша школа» відстоював право українського народу на рідну мову, сприяв її формуванню і розвитку. Саме на його сторінках чи не найбільшої гостроти набуло питання про перехід шкільної освіти на фонетичний правопис, що порушувалося у статтях Ф. Агія «Перехід з етімолоґїї на фонетику» та А. Макаренка «Як перейти в нашій школі на фонетичний правопис?».
Українською мовою також видавалися газети «Русин», «Руська нива», «Свобода», «Нова свобода», «Народ», «Вперед», «Українське слово», «Народна газета», «Карпатська правда».
|  | «Ми руснаки, що битуємо под карпатськими горами, од Попрада і по Білу Тису, говоримо тим самим язиком та маємо ті самі звичаї і обичаї, що наші брати за Карпатами, котрі називали себе раніше русинами, а тепер називають себе українцями. Нас всіх руснаків, русинів, українців, або як москалі нас називали малоросов, є сорок міліонів. […] На шкільному полі будемо кріпко стояти за тим, щоби наші діти училися в школі руською, то є малоруською, а не русскою, бо то значить – москальською мовою. Оби вчилися нашою мовою, якою говорять у нас по селах, якою говорять в Галичині та на Україні над Дніпром». Передова стаття першого номера газети «Народ» (1920–1921 р.р.) «Наше слово до читачів» |

У мові україномовних часописів Закарпаття є такі відмінності від загальноукраїнської літературної мови:
- діалектизми, що й тепер активно вживаються в українських говорах Закарпаття: хосен «користь», жьиба «жаба», зирчи «сказати», біциґлі «велосипед», гія «треба», хворота «хвороба», звідати «питати», гейби «ніби», днешня «сьогоднішня», ружова «рожева», табла «дошка», кілько «скільки», сесі «ці», даґде «подекуди», нігде «ніде», иншак «інакше» тощо.
- для позначення окремих наукових термінів використовуються слова: злучник (сполучник), приложник (прикметник).
- Нечисленні русизми: падеж «відмінок», конечно «звісно», окружаючий «оточуючий», средство «засіб», ошибки «помилки» тощо.
- Фонетичні особливості:
  - непослідовне пом'якшення л у запозичених словах: алькоголь, клясифікувати, колективізм тощо;
  - вживання літери і в словах іншомовного походження типу презідент, сітуація, Паріж, цітуючи та ін.;
  - послідовне використання ґ у запозиченнях: маґистр, ортоґрафія, маґазин, ґімназія, лоґічно, педаґоґічний, оксиґен, реґулярно, етноґрафія та багато інших;
- Особливості морфології:
  - наявність історично закономірної флексії -и в родовому і давальному відмінках однини іменників сучасної III відміни: моральности, побожности, лінивости, помочи, склонности, бездіяльности, степени, самостійности, винахідчивости, приналежности тощо;
  - вживання запозичених іменників типу контроля, метода, класа в жіночому роді;
  - відсутність подовження м'яких приголосних в іменниках середнього роду на -а (-я): житя, означеня, передаваня, вражіня, достигненя, вихованя, здивованя, пізнаня, почутя, стараня, составленя, що спричинене впливом місцевих говірок;
  - наявність флексії -ови в давальному та місцевому відмінках однини іменників чоловічого роду: братови, сватови, ученикови;
  - сплутування м'якої і твердої груп відмінювання прикметників: порожний, міжнародня, безпосередна, посередна, недавний, народня та ін.;

## Угорська окупація 1939—1944р.р
Після окупації Карпатської України у березні 1939 р. в Угорщині було ухвалено закон, яким у Закарпатті проголошувалися офіційними дві мови — угорська та угроруська (угор. magyar та угор. magyar-orosz). Радник міністерства в Будапешті «вважав за необхідне підготовку відповідної руської граматики», що мала б сприяти «патріотичній русинській орієнтації» і переконати закарпатських та пряшівських українців, що вони складають окрему «угроруську» національність з окремою мовою.
26 січня 1941 року було засноване «Подкарпатське общество наук», на відкритті якого хортистський комісар Закарпаття Міклош Козма заявив: "Общество має служити витворенню «самостойной народной свідомости русинов, их национальной самоцільности».

## УРСР. Незалежна Україна

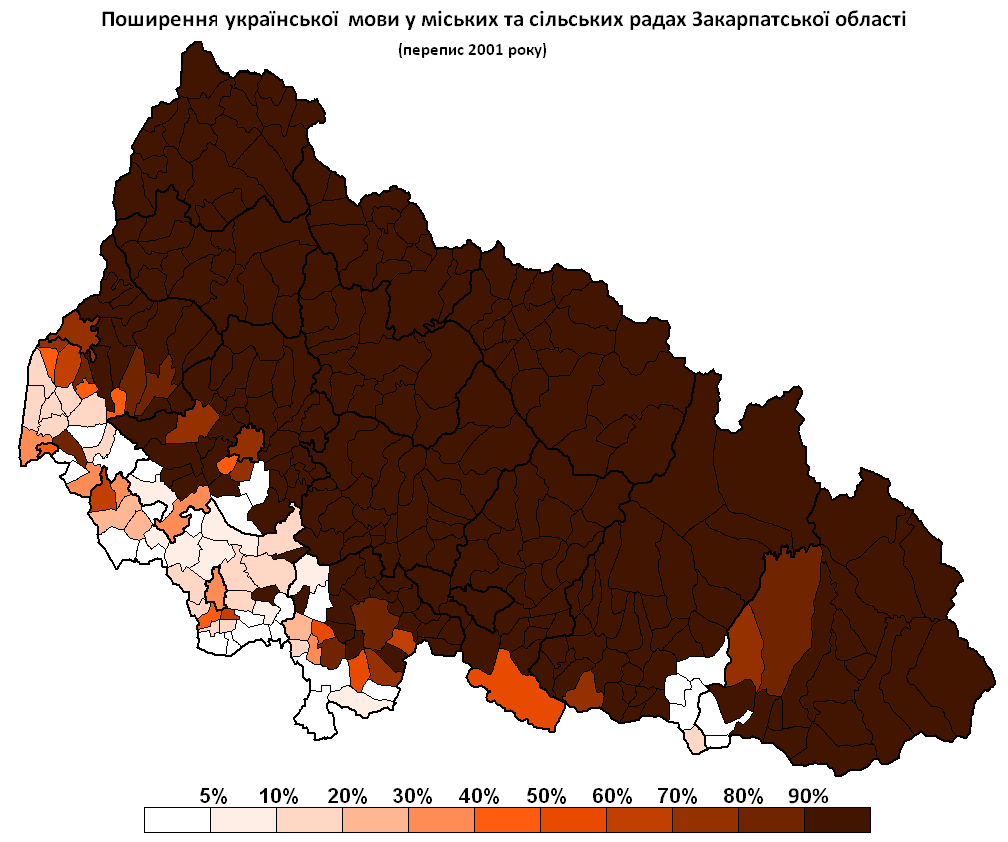
Частка населення, що назвало українську рідною мовою, за даними перепису 2001 року

26 листопада 1944 р. на І з'їзді Народних комітетів Закарпатської України було ухвалено «Маніфест про возз'єднання Закарпатської України з радянською Україною». Основною самоідентифікацією закарпатців стала українська (радянська) самоідентифікація.
1 грудня 1991 р. близько мільйона закарпатців (92,5 % від усього місцевого населення) проголосували за незалежність України.